# Master Chief
John-117, hoặc "Master Chief", là một nhân vật hư cấu và là nhân vật chính trong series Halo. Master Chief là một nhân vật có thể chơi được trong series trò chơi bắn súng góc nhìn thứ nhất với chủ đề khoa học viễn tưởng quân sự Halo: Combat Evolved, Halo 2, Halo 3, Halo 4, Halo 5: Guardians và Halo Infinite. Nhân vật này cũng xuất hiện ở sách và tiểu thuyết hình ảnh Halo – trong đó có Halo: The Fall of Reach, Halo: The Flood, Halo: First Strike, và Halo: Uprising – và có vài sự xuất hiện nhỏ trên các phương tiện truyền thông về Halo.
Master Chief là một siêu chiến binh được biết đến là một "Spartan", được nuôi dưỡng và rèn luyện từ thời thơ ấu để chiến đấu. Anh ta gần như không có khuôn mặt và hiếm khi được nhìn thấy vì bộ giáp với chiếc mũ màu xanh lá cây. Anh ấy thường được gọi bằng cấp bậc hải quân hơn là tên khai sinh. Trong loạt trò chơi điện tử mà anh ấy xuất hiện anh ấy được lồng tiếng bởi Steve Downes, một DJ, trong khi ở phương tiện truyền thông bên ngoài trò chơi Halo thì lại là người khác đáng chú ý nhất là chuyển thể  live-action Halo (chương trình truyền hình), anh ấy được diễn bởi Pablo Schreiber. Downes dựa trên hình tượng nhân cách của ông về Chief trên một bản phác thảo nhân vật ban đầu, được gọi là kiểu đạo diễn nhân vật giống Clint Eastwood. Với mỗi lần xuất hiện, thiết kế hình ảnh của nhân vật này được cải tiến hoặc là được cập nhật.
Master Chief đóng vai trò như là một linh vật cho Halo và thương hiệu Xbox. Nhân vật này đã nhận được một sự đón nhận tích cực nói chung; trong khi một số nhà phê bình đã mô tả bản chất im lặng và vô diện của Chief như một điểm yếu của nhân vật, các ấn phẩm khác đã nói rằng đây là điều tốt vì cho phép người chơi sống trong nhân vật. Những lời chỉ trích về việc giảm bớt vai trò của Master Chief trong Halo 5 đã khiến nhà phát triển 343 Industries tập trung lại vào nhân vật này vì Halo Infinite.

## Thiết kế/phát triển nhân vật

Đây là bản phác thảo sơ bộ của Shi Kai Wang về Master Chief trong Halo: Combat Evolved

Nhiệm vụ phát triển Master Chief cho lần xuất hiện đầu tiên của nhân vật trong trò chơi điện tử Halo: Combat Evolved (2001) của nhà phát triển Bungie thuộc về đạo diễn nghệ thuật Marcus Lehto và Robert McLees. Sau đó Shi Kai Wang đã được thuê cho mảng nghệ thuật. Một trong những bản phác thảo của Wang đã trở thành cơ sở cho Master Chief, nhưng bản vẽ mô hình ba chiều này trông quá mỏng và lấy cảm hứng từ anime. Lehto cảm thấy nhân vật này cần được cảm thấy giống như một chiếc xe tăng biết đi bộ hơn và chuyện thiết kế đã được nâng lên. Bộ giáp của Chief đã trải qua nhiều thay đổi khác nhau, chẳng hạn như bổ sung (và sau đó là loại bỏ) ăng-ten và màu xanh lục. Tấm che hai ngạnh của nhân vật, nhằm truyền tải tốc độ và sự nhanh nhẹn, được lấy cảm hứng từ mũ bảo hiểm BMX.
Tác giả viết cốt truyện Joseph Staten nhớ lại rằng ngay từ đầu trong quá trình phát triển Halo, họ đã không xem xét cách thu hút người chơi vào thế giới, và họ biết Master Chief mới là thứ thu hút mọi người. Chief từng luôn được tác giả có ý định trở thành một người lính trong phần cuối của cuộc chiến lâu dài và cay đắng. Trong phần lớn của việc phát triển trò chơi, nhân vật này không có tên, và từng được gọi là "Future Soldier (Người lính tương lai)" hoặc "The Cyborg (Người máy)". Eric Nylund đã đặt tên cho nhân vật là "John" trong tiểu thuyết Halo: The Fall of Reach, nhưng Bungie không muốn sử dụng tên đó trong chính trò chơi, thay vào đó muốn gọi nhân vật này bằng các cấp bậc quân sự, vì việc sử dụng cấp bậc hải quân làm tên được coi như là "mới" đối với họ. McLees, nhấn mạnh vào độ chính xác, muốn đảm bảo rằng nhân vật vẫn có thứ hạng hợp lý cho vai diễn của anh ta. "Master Chief" là cấp bậc hạ sĩ quan cao nhất mà nhân vật vẫn được coi là "có thể tiêu xài được"; McLees cảm thấy từ "Chief" được rút ngắn nghe có vẻ thông tục hơn và không giống như một định nghĩa quân sự hiện đại. Mặc dù cái tên này không được mọi người ưa thích và dùng để làm phần giữ chỗ, nhưng cuối cùng nó vẫn dính với nhân vật này.
Sau sự thành công của Halo, Bungie bắt đầu phát triển phần tiếp theo. Theo Mclees, các người phát triển của Bungie muốn "giảm bớt" cái nhìn về Chief từ Halo. Trong cốt truyện, bộ giáp của Master Chief được nâng cấp và nhân vật này nhận được một diện mạo mới mà anh ấy đã trang bị cho Halo 2 và Halo 3, có thêm sát thương và độ hao mòn với đồ họa rõ nét cao của Halo 3.
Đối với Halo 4, 343 Industries đã đảm nhận nhiệm vụ phát triển sau khi Bungie tách khỏi Microsoft với tư cách là một công ty độc lập. Halo 4 đã sử dụng rộng rãi tính năng chụp chuyển động cho hoạt ảnh nhân vật, quay trong studio cho phép nhiều diễn viên tương tác. 343 đã tìm kiếm một diễn viên để lột tả được thể chất của Master Chief mà vẫn truyền tải được cảm xúc của nhân vật. Bruce Thomas đã đóng vai Master Chief cho các phiên chụp chuyển động, tập trung vào việc tạo ra một tính cách cho Master Chief thông qua các hành động sẽ được áp dụng cho mô hình ba chiều; Mặc dù khuôn mặt và giọng nói của Thomas không bao giờ xuất hiện trong sản phẩm cuối cùng, Giám đốc sáng tạo Josh Holmes đã ghi nhận Thomas là người có ảnh hưởng mạnh mẽ đến tất cả những người biểu diễn khác cho trò chơi.

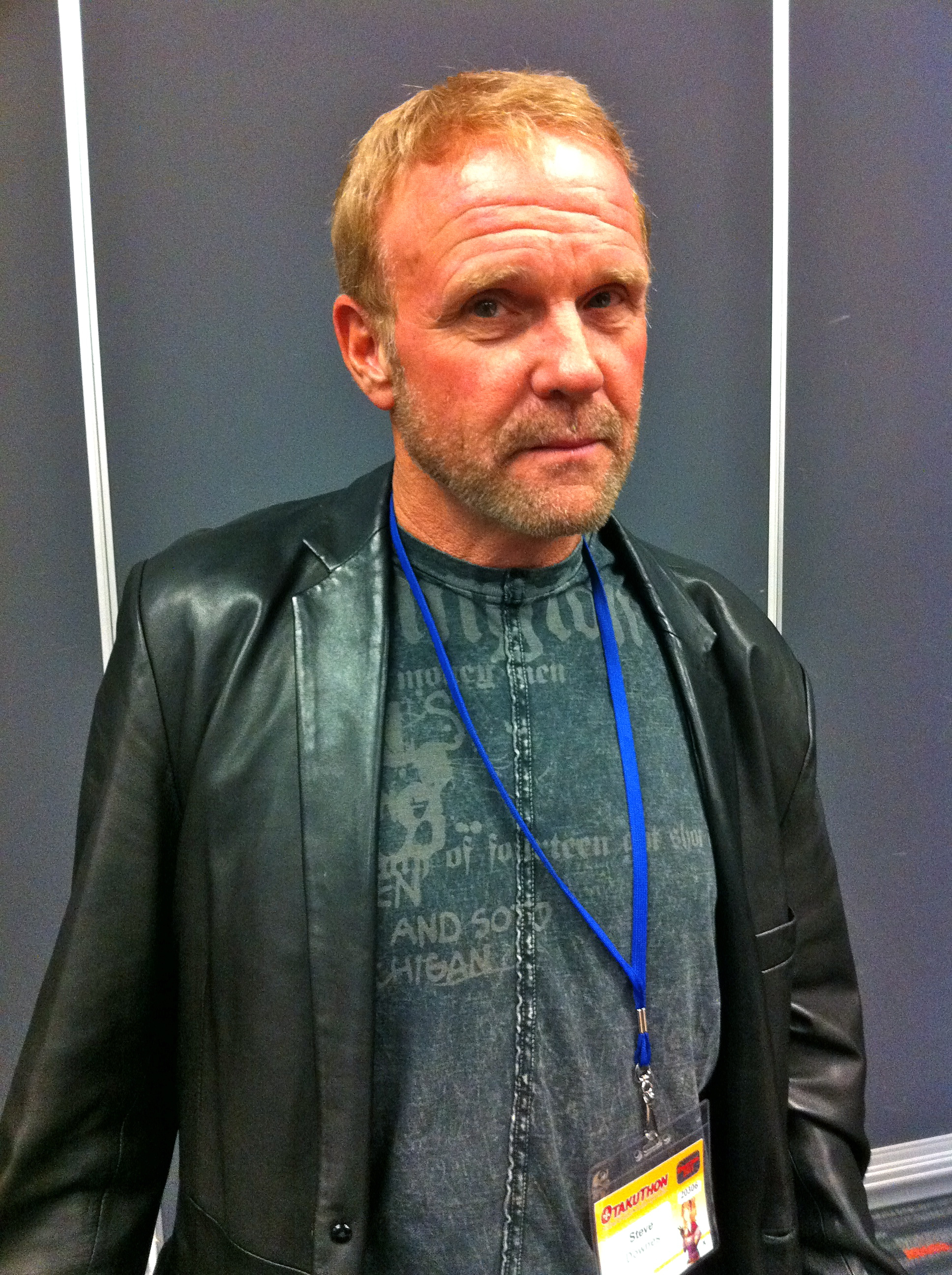
Diễn viên lồng tiếng Steve Downes ở Otakuthon vào năm 2011

Bộ giáp của Master Chief được thiết kế lại với mục đích khiến người chơi có cảm giác như đang ở trong một nhân vật mặc bộ giáp nặng hàng trăm pound của tương lai; Giám đốc nghệ thuật Kenneth Scott nhấn mạnh việc tìm kiếm một "điểm ngọt ngào" nơi bộ giáp tuy quen thuộc nhưng vẫn mới mẻ. Các phương tiện quân sự trong thế giới thực lấy cảm hứng từ một số chi tiết. Bộ giáp của Master Chief và cả những Spartan từng có mục tiêu là trông tiện dụng và giống xe tăng hơn, tương phản với cái nhìn mới từ những nhân vật mới. Bất chấp sự khác biệt về hình ảnh giữa bộ giáp của nhân vật trong Halo 3 và Halo 4, nhà phát triển 343 đã coi nó về mặt hình thức là cùng một bộ giáp.
343 Industries đã thiết kế lại bộ giáp của Master Chief trong Halo Infinite, lấy cảm hứng từ vẻ ngoài trước đây của anh ấy. Nam diễn viên Bruce Thomas đã quay lại với vai trò ghi lại chuyển động cho nhân vật, như anh ấy đã làm trong Halo 4 và Halo 5.

### Lồng tiếng
Downes, người đã lồng tiếng Master Chief, là một DJ và ông ấy chưa bao giờ lồng tiếng trò chơi điện tử nào trước Halo. Kinh nghiệm trước đây của Downes với công việc lồng tiếng trong trò chơi điện tử là một phần nhỏ cho Septerra Core: Legacy of the Creator. Trong quá trình sản xuất Halo, Martin O'Donnell, Giám đốc âm nhạc của Bungie, đã đề xuất Downes cho vai trò của Chief dựa trên kinh nghiệm làm việc với Downes với game Septerra. Downes không bao giờ trả lời phỏng vấn về phần này, ông mô tả sự chấp nhận của ông ấy như một cuộc điện thoại.
Sau sự thành công của series Halo, Bungie đã cân nhắc ngắn gọn về việc diễn lại vai diễn này với một người nổi tiếng trước khi quyết định thay đổi. Downes tin rằng anh ấy cũng suýt mất vai trong Halo 4. "Khi tôi thực hiện buổi 'demo' đầu tiên của mình cho Halo 4 vào đầu năm 2012, tôi biết rằng đó thực sự là một buổi thử giọng để xem liệu tôi có thể gánh thêm sức nặng cảm xúc mà John sẽ phải chịu đựng hay không," ông ấy cũng nói rằng. "Tôi biết tương lai của mình khi giọng nói của Master Chief vang lên vào ngày hôm đó." Downes tham gia nhiều hơn vào các phiên phát triển Halo 4, xem trước kịch bản cho các phiên nhập liệu và ghi âm trực tiếp trong thời gian dài hơn, với anh ấy và Jen Taylor (Cortana) lần đầu tiên đóng vai của họ trong cùng một không gian.
Trong nhiều năm, Downes không bao giờ xuất hiện tại các sự kiện của Bungie hay Microsoft và tin rằng Master Chief đã bị che mặt vì "[danh tính của nhân vật] thực sự nằm trong mắt người chơi." Anh ấy đã gọi vai diễn này là xứng đáng nhất trong sự nghiệp lồng tiếng của mình.

## Thông tin
Giọng của Downes cho Master Chief dựa trên mô tả nhân vật của Bungie, trong đó chỉ ra một người đàn ông nói ít tương tự như Clint Eastwood. Nam diễn viên lưu ý rằng trong quá trình ghi, anh ấy đã được tạo thời gian sáng tạo để phát triển tính cách của Chief. Trong các bản Halo đầu tiên, Master Chief hiếm khi nói trong gameplay do người chơi điều khiển, khiến anh ta trở thành một nhân vật chính gần như im lặng. Ngay cả trong các đoạn cutscene, nhân vật cũng nói rất ít. Frank O'Connor một người của Bungie đã mô tả Chief là "rất yên tĩnh và vô hình, theo nghĩa đen, đến nỗi người chơi có thể giả vờ họ là Master Chief. Người chơi có thể sử dụng đôi giày đó [và] áp dụng tính cách của riêng họ." Joseph Staten cảm thấy rằng tập trung vào việc nhập vai là chìa khóa để phát triển tính cách của Master Chief trong trò chơi, vì "người chơi càng biết ít về Chief, chúng tôi tin rằng, họ sẽ càng cảm thấy giống như Chief." Do đó, nhiều câu thoại viết cho Master Chief trong trò chơi đầu tiên cuối cùng đã bị cắt bỏ, khi nhân vật này càng nói, "càng có nhiều khả năng chúng tôi sẽ hiểu sai cho bạn, dù bạn là ai." Eric Nylund kể lại rằng một số người ở Bungie muốn cuốn tiểu thuyết The Fall of Reach bị hủy bỏ vì họ cảm thấy nó mang lại cho Master Chief quá nhiều và như một nhân vật khác biệt.

## Xuất hiện

### Trong game
Cốt truyện của Master Chief được tiết lộ trong cuốn tiểu thuyết được phát hành vào năm 2001 The Fall of Reach. Anh ấy sinh ra vào năm 2511 ở thế giới thuộc địa của con người tên là Eridanus II, John và nhiều đứa trẻ được chọn khác bị bí mật đưa khỏi nhà của chúng và được UNSC (United Nations Space Command) cho vào dự án SPARTAN-II. Quân đội và người đứng đầu Dự án SPARTAN-II, tiến sĩ Catherine Halsey, tin rằng nhân loại sẽ thua cuộc nội chiến giữa các vì sao nếu không có sự xuất hiện của các siêu chiến binh (tức là những Spartan). John được coi như một lãnh đạo bẩm sinh và dẫn dắt những người bạn của mình trong hơn 8 năm tập luyện mệt mỏi và đã trải qua rất nhiều tăng cường thể chất nguy hiểm. Và rồi có một mối đe dọa mới xuất hiện: đó là Covenant, một tập hợp của các chủng tộc người ngoài hành tinh có sự quyết tâm rất lớn để tiêu diệt loài người. Dù những Spartan có hiệu quả trong việc chống lại Covenant, số lượng Spartan có quá ít để lật ngược tình thế theo hướng có lợi cho UNSC.
Master Chief xuất hiện lần đầu trong trò chơi Halo: Combat Evolved. Master Chief và thủy thủ đoàn của con tàu Pillar of Autumn đã khám phá một thế giới hình vòng nhẫn có tên là Halo. Master Chief được giao nhiệm vụ bảo vệ Cortana và không thể để cô ấy bị bắt giữ, cô ấy cũng là trí thông minh nhân tạo của con tàu. Trong khi chiến đấu với Covenant, Master Chief và Cortana khám phá được rằng một chủng tộc cổ xưa được gọi là Forerunner đã tạo ra Halo như một tuyến phòng thủ cuối cùng để chống lại một loại ký sinh trùng ngoài hành tinh có tên là Flood, chúng là thứ đang lan rộng khắp vòng nhẫn. Biết rằng khi kích hoạt Halo, nó sẽ giết chết tất cả sự sống trong thiên hà để ngăn chặn sự lây lan của Flood, Master Chief và Cortana đã gây quá tải lò phản ứng nhiệt hạch của tàu Pillar of Autumn —việc này đã phá hủy con tàu và cả Halo. Master Chief và Cortana trốn thoát trong một phi cơ chiến đấu. Trong cuốn tiểu thuyết được ra mắt năm 2003: Halo: First Strike, Master Chief và Cortana đón những người sống sót từ Halo và đoàn tụ với Halsey và nhiều Spartan khác. Khi biết được Covenant đã phát hiện ra vị trí của Trái đất, Master Chief dẫn đầu một cuộc tấn công để chống lại hạm đội của Covenant.
Master Chief trở lại Trái đất trong Halo 2 (2004), để bảo vệ cả hành tinh khỏi cuộc tấn công của Covenant. Anh ấy phải đuổi theo một con tàu Covenant đang chạy trốn, Master Chief và thủy thủ đoàn của con tàu In Amber Clad phát hiện ra một vòng nhẫn Halo khác. Master Chief sau đó đã bị bắt giữ bởi tên Flood có trí thông minh được biết đến là Gravemind, con quái vật đó đã tạo ra một liên minh giữa họ và tên chỉ huy Covenant bị thất sủng được biết đến là Arbiter. Tên Gravemind cử họ đến để ngăn chặn quá trình kích hoạt Halo—Master Chief được cử đến High Charity, một trạm không gian của Covenant đóng vai trò là thành phố thủ đô của chúng, sau đó nằm trong quỹ đạo của Halo. Cortana vẫn ở lại trên High Charity để đảm bảo rằng vòng nhẫn sẽ bị phá hủy nếu được kích hoạt. Cùng lúc đó, Master Chief truy đuổi tên thủ lĩnh còn lại của Covenant: Prophet of Truth, nhưng hắn đã tiến vào được con tàu của Forerunner. Truth hướng thẳng tới Trái đất, với ý định kích hoạt Halo từ xa ở một nơi được gọi là "The Ark".

## Liên kết
1. ↑  Luke Plunkett (11 tháng 7 năm 2012). “This Giant Hunk is Playing Master Chief in the Halo Series”. Kotaku. Lưu trữ bản gốc ngày 12 tháng 7 năm 2012.
2. ↑  “Pablo Schreiber to Play Master Chief in Showtime's 'Halo' Live-Action Series”. The Hollywood Reporter. 17 tháng 4 năm 2019. Truy cập ngày 17 tháng 4 năm 2019.
3. 1 2  Trautmann, Eric (2004). The Art of Halo. New York: Del Ray Publishing. tr. 4–7. ISBN 0-345-47586-0.
4. ↑  Barnett, Brian (11 tháng 5 năm 2020). “Master Chief's Creator Talks About the Origins of the Iconic Character – IGN Unfiltered”. IGN. Ziff Davis.
5. ↑  “One Million Years B.X.”. Bungie.net. Bungie. 10 tháng 2 năm 2006. Bản gốc lưu trữ ngày 10 tháng 2 năm 2006.
6. ↑  Robinson, Martin (2011). Halo: The Great Journey – The Art of Building Worlds. Titan Books. tr. 148. ISBN 978-0857685629.
7. ↑  Cifaldi, Frank (26 tháng 5 năm 2005). “E3 Report: Developing Better Characters, Better Stories”. Gamasutra. Lưu trữ bản gốc ngày 1 tháng 12 năm 2007. Truy cập ngày 14 tháng 8 năm 2007.
8. 1 2  Cullen, Johnny (2 tháng 2 năm 2011). “Bungie: 'Immersion was the main goal' in creating Master Chief”. VG247. Videogaming247 Ltd. Lưu trữ bản gốc ngày 5 tháng 2 năm 2011. Truy cập ngày 8 tháng 9 năm 2020.
9. 1 2 3 4  Haske, Steven (30 tháng 5 năm 2017). “The Complete, Untold History of Halo”. Vice. Vice Media. Lưu trữ bản gốc ngày 15 tháng 3 năm 2018. Truy cập ngày 27 tháng 3 năm 2018.
10. 1 2  Robinson, Martin (2011). Halo: The Great Journey – The Art of Building Worlds. Titan Books. tr. 147. ISBN 978-0857685629.
11. 1 2  Bolton, Bill; Chris Micieli, Mark Turcotte (6 tháng 11 năm 2009). “Podcast Episode #54 – Joseph Staten”. Adrenaline Vault. New World. Bản gốc lưu trữ ngày 31 tháng 10 năm 2009. Truy cập ngày 7 tháng 11 năm 2009. Around 0:17:00–0:19:00.
12. ↑  Robinson, Martin (2011). Halo: The Great Journey – The Art of Building Worlds. Titan Books. tr. 150. ISBN 978-0857685629.
13. ↑  Claiborn, Samuel (5 tháng 5 năm 2012). “Master Chief: A Visual History of Halo's Hero”. IGN. Ziff Davis. Truy cập ngày 9 tháng 9 năm 2020.
14. 1 2  Carpenter, Nicole (6 tháng 8 năm 2020). “How Master Chief's iconic armor has changed over the last 19 years”. Polygon. Vox Media. Truy cập ngày 9 tháng 9 năm 2020.
15. ↑  “Halo 4: A Hero Awakens Behind the Scenes”. YouTube. 2 tháng 9 năm 2012. Lưu trữ bản gốc ngày 14 tháng 11 năm 2021. Truy cập ngày 15 tháng 9 năm 2020.
16. ↑  Davies, Paul (2013). “Master Chief”. Awakening: The Art of Halo 4 . Gallery Books. tr. 87–89. ISBN 978-1781163245.
17. ↑  The Art of Halo 5. Insight Editions. 2015. tr. 30, 112. ISBN 9781608876495.
18. ↑  Makuch, Eddie (21 tháng 12 năm 2018). “Halo Infinite Features The "Coolest" Looking Master Chief Design Yet, 343 Says”. GameSpot. CBS Interactive. Truy cập ngày 9 tháng 9 năm 2020.
19. ↑  Lowry, Brendan (24 tháng 7 năm 2020). “Halo Infinite: Bruce Thomas returns as Master Chief's motion capture actor”. Windows Central. Future plc. Truy cập ngày 9 tháng 9 năm 2020.
20. 1 2 3  XerxdeeJ (23 tháng 8 năm 2005). “A Visit from the Master Chief Himself”. Tied The Leader. Bản gốc lưu trữ ngày 15 tháng 8 năm 2007. Truy cập ngày 19 tháng 8 năm 2007.
21. ↑  Berghammer, Billy; Tim Dadabo, Steve Downes (27 tháng 2 năm 2007). “Voicing Halo: The Steve Downes And Tim Dadabo Interview”. Game Informer. Bản gốc lưu trữ ngày 10 tháng 3 năm 2007. Truy cập ngày 10 tháng 9 năm 2008.
22. 1 2 3  Steinlage, Tate (14 tháng 2 năm 2014). “Interview: Talking Halo with the Chief himself, Steve Downes”. GameZone. Truy cập ngày 9 tháng 9 năm 2020.
23. ↑  Watts, Steve (13 tháng 8 năm 2012). “Interview: Master Chief's voice on a more personal story”. Shacknews. Gamerhub. Truy cập ngày 9 tháng 9 năm 2020.
24. ↑  Kolan, Patrick (2 tháng 9 năm 2006). “IGN interview with Frankie O'connor”. IGN. Truy cập ngày 2 tháng 9 năm 2007.
25. ↑  Gilliam, Ryan (11 tháng 12 năm 2021). “Master Chief's laconic nature makes him the perfect video game action hero”. Polygon. Truy cập ngày 16 tháng 12 năm 2021.
26. ↑  Nylund, Eric (2 tháng 10 năm 2015). “Unsung Hero of the HALO Franchise”. EricNylund.com. Bản gốc lưu trữ ngày 25 tháng 2 năm 2022. Truy cập ngày 7 tháng 9 năm 2020.
27. ↑  Dowsett, Elizabeth biên tập (2011). The Halo Encyclopedia (ấn bản thứ 2). Dorling Kindersley. ISBN 9780756688691.
28. ↑  Bungie biên tập (2001). Halo: Combat Evolved Instruction Manual (PDF). Microsoft Game Studios. Bản gốc (PDF) lưu trữ ngày 15 tháng 12 năm 2011. Truy cập ngày 14 tháng 10 năm 2022.
29. 1 2 3  Easterling, Jeff; Patenaude, Jeremy; Peters, Kenneth (2016).  Fortune, Emil (biên tập). Halo Mythos: A Guide to the Story of Halo. Bloomsbury. ISBN 9781681193564.